# Zdzisław Kawecki
Zdzisław Szczęsny Kawecki-Gozdawa (21 de mayo de 1902-abril de 1940) fue un jinete polaco que compitió en la modalidad de concurso completo. Participó en los Juegos Olímpicos de Berlín 1936, obteniendo una medalla de plata en la prueba por equipos.

## Palmarés internacional
| Juegos Olímpicos | Juegos Olímpicos  | Juegos Olímpicos | Juegos Olímpicos |
| Año              | Lugar             | Medalla          | Categoría        |
| ---------------- | ----------------- | ---------------- | ---------------- |
| 1936             | Berlín (Alemania) | Medalla de plata | Por equipos      |